# Purpuricenus lameerei
Purpuricenus lameerei är en skalbaggsart som beskrevs av Plavilstshikov 1921. Purpuricenus lameerei ingår i släktet Purpuricenus och familjen långhorningar. Inga underarter finns listade i Catalogue of Life.